# Kempen (Leichlingen)
Kempen, im 19. Jahrhundert auch Kämpe oder Kämpen, ist eine Hofschaft in der Stadt Leichlingen (Rheinland) im Rheinisch-Bergischen Kreis.

## Lage und Beschreibung
Kempen liegt nordöstlich des Leichlinger Zentrums auf der Leichlinger Hochfläche am Oberlauf des Schmerbachs nahe der Landesstraße 359. Nachbarorte sind Roderhof, Grünscheid, Pohligshof, Bröden, Hohlenweg, Dierath, Diepenbroich, Oberschmitte, Bennert, Buntenbach, Weide, Waltenrath, Schmerbach, Sankt Heribert, Bergerhof, Bertenrath und Neuland.

## Geschichte
Im 18. Jahrhundert gehörte der Ort zum Kirchspiel Leichlingen im bergischen Amt Miselohe. Auf der Leichlinger Gemarkenkarte von 1803 trägt der Ort den Namen Kämpe, die Gemeindekarte von 1830 zeigt ihn ebenfalls als Kämpe. Die Topographische Aufnahme der Rheinlande von 1824 und die Preußische Uraufnahme von 1844 verzeichnen den Hof als Kempen bzw. Kämpen.
1815/16 lebten zehn Einwohner im Ort. 1832 gehörte Kempen unter dem Namen Kampe der Bürgermeisterei Leichlingen an. Der laut der Statistik und Topographie des Regierungsbezirks Düsseldorf als Hofstadt kategorisierte Ort besaß zu dieser Zeit neun Wohnhäuser und 14 landwirtschaftliche Gebäude. Zu dieser Zeit lebten 51 Einwohner im Ort, allesamt evangelischen Glaubens.
Im Gemeindelexikon für die Provinz Rheinland werden 1885 acht Wohnhäuser mit 32 Einwohnern angegeben. 1895 besitzt der Ort sechs Wohnhäuser mit 26 Einwohnern, 1905 sieben Wohnhäuser und 28 Einwohner.